# 福島放送
株式會社福島放送（日语：／ Fukushima Hōsō */?），通稱福島放送，簡稱KFB（K.K. Fukushima Broadcasting；「K.K.」為株式會社的日語羅馬字縮寫），是日本的一家以福島縣為播出區域的電視台。福島放送開播于1981年10月1日，是福島縣的第三家民營電視台。福島放送是朝日電視台系列聯播網ANN的成員，呼號為JOJI-DTV，遙控器號碼是5頻道。

## 資本構成
下表列出2021年3月31日時福島放送的主要股東:277：
| 資本金          | 發行股份總數 | 股東數 |
| --------------- | ------------ | ------ |
| 12億2,000萬日元 | 240,000股    | 33     |

| 股東       | 持股數   | 比例   |
| ---------- | -------- | ------ |
| 朝日電視台 | 65,400股 | 27.25% |
| 朝日新聞社 | 39,400股 | 16.41% |
| 東邦銀行   | 12,000股 | 05.00% |
| 瑞穗銀行   | 12,000股 | 05.00% |
| 大東銀行   | 12,000股 | 05.00% |
| 福島民報社 | 10,400股 | 04.33% |

## 歷史
福島縣最初的兩家民營電視台是福島縣政府佔據半數資本，於1963年開播的福島電視台:13-14；以及1970年開播的福島中央電視台:14-15。1980年6月，郵政省批准福島縣設立第三家民營電視台，吸引多達112家公司申請:16。對此郵政省要求各家申請業者實現統合。在同年12月四家核心局（日本電視台、TBS電視台、朝日電視台、富士電視台）和福島電台進行會談後，各方同意新台以朝日電視台為核心局:16。當時朝日電視台及有意申請福島縣第四家民營電視台的TBS電視台都希望使用「福島放送」作為自家聯播網在福島縣的加盟台名稱。後朝日電視台對TBS讓步，計劃使用「福島朝日放送」、「福島朝日電視」作為公司名稱，但被郵政省建議不要使用「朝日」作為公司名一部分。最後TBS做出讓步，同意朝日一方使用「福島放送」名稱:17。12月19日，福島放送獲得播出執照:16。因郡山市是福島縣最大經濟都市且位居中部，因此福島放送並未選擇縣廳所在地福島市，而是選擇郡山市作為總部所在地:16。
1980年12月23日，福島放送在郡山市舉辦了設立發起人會，並在翌年2月4日舉辦創立總會:17。同時福島放送在郡山市桑野購買土地，以修建總部大樓:18，並於同年8月10日竣工:19。9月15日，福島放送開始進行試播:19。10月1日早晨6時20分，福島放送正式開播:5。據開播當月的調查，福島放送取得全日9.7%、黃金時段17.4%、晚間時段17.5%的收視率。全日收視率在福島各台中名列第二，僅次於福島電視台。黃金時段和晚間時段收視率則名列第三:23。翌年2月，福島放送全日平均收視率升至11.2%、黃金時段平均收視率有21.5%、晚間時段平均收視率有20.5%，均位居第二位:23。開播初期，福島放送還舉辦了NASA宇宙科學博覽會、福島夏日節、大會津博覽會等大型活動，並將大型活動作為重要收入來源:29-33。此外福島放送還組織過維也納少年合唱團郡山公演、北京京劇院團公演等文化活動:35。福島放送在1982年前往中國進行採訪，亦是福島放送首次海外取材:45。1983年10月，福島放送以全日10.7%、黃金時段24.1%、晚間時段22.7%的收視率首次獲得收視率三冠王:42-43。1986年時，福島放送的電波覆蓋了福島縣99%以上的人口，基本覆蓋福島全縣:43。
1983年TVU福島開播後，福島縣擁有了四家民營電視台，廣告市場競爭也進一步激化:45。1985年度，福島放送出現開播以來首次營業額和盈利雙減少:51。同年福島放送工會成立:57。1988年，福島放送啟用了現行商標:92-93。福島放送在1989年導入了衛星新聞轉播（SNG）系統:78，並於同年開始實施完全週休二日制:74-75。福島放送在1992年度清零了累積虧損:92，並在1995年首次實施股票分紅:103。為更新主控室設備，福島放送在1997年開始對總部進行擴建，並且修建了新館。這一系列工程在1998年4月竣工。福島放送新館設有報道部及報道專用攝影棚；本館設有其他事務部門:128-129。同時為強化經營體力，福島放送在1997年進行了增資，資本金從10億日元增加到12.2億日元:129-130。在1998年9月6日，福島放送會津若松轉播站發生機械故障，導致會津地區約8.75萬戶家庭一度無法收看福島放送節目達8.5小時:142。2000年度，福島放送營業額首次超過50億日元:162-163。
福島放送於2006年6月1日開始播出數位電視訊號。受到東日本大震災的影響，包括福島放送在內的東北三縣（福島、宮城、岩手）的電視台類比電視停播時間比日本其他地區要晚，在2012年3月31日停止播出類比電視。2017年開始，福島放送成為朝日電視控股的權益法適用關聯公司（同時成為關聯公司的還有東日本放送及靜岡朝日電視台）。

## 節目
福島放送的第一個自製大型帶狀資訊節目是《晚間福島》。該節目也是福島放送第一個獲得社長賞的節目:24-25。《晚間福島》在1986年停播:58，被新聞節目《KFB新聞雷達》取代:63。現在福島放送的平日傍晚帶狀自製新聞節目是《福島超級J頻道》節目。該節目是自1997年開始播出的長壽節目:122-123。此外福島放送還在週一至週五午後播出自製資訊節目《福島完全Live 4點了》節目。
開播初期，福島放送的節目路線包括以主婦為中心的女性觀眾為主要受眾；注重體育節目；製作觀眾參與型節目:21。由於福島放送的大股東是全國高等學校棒球錦標賽主辦方之一的朝日新聞社，因此福島放送得以獨家轉播全國高等學校棒球錦標賽在福島縣的預選賽:38-39。福島放送的開播10週年特別節目《千家再興》在福島地區獲得9.9%的收視率，並在朝日電視台聯播網的14家加盟台播出:86-87。福島放送在1990年至1998年於週六上午播出自製的資訊節目《aiueo天氣煎雞蛋》。該節目在1992年的平均收視率達13.9%:79，全部集數的平均收視率亦有9.7%:142-143，是福島放送的招牌自製節目。2012年至2017年，福島放送亦曾在週六上午播出自製資訊節目《Domisora》。1996年開始，福島放送和東北地方其他朝日電視台系列聯播網成員共同製作節目:114-115。

## 註释
1. ↑  「三冠」指全日（6:00-24:00）、黃金時間（19:00-22:00）、晚間時段（19:00-23:00）三個時段皆獲得收視率第一。

## 外部連結
- KFB福島放送 （页面存档备份，存于） - 官方網站
- KFB福島放送的X（前Twitter）
- 福島放送(災害情報)的X（前Twitter）
- KFB福島放送 官方的Instagram帳戶
- KFB 福島放送的Facebook專頁
- 【福島放送公式】 ときまるTV （页面存档备份，存于） - 官方YouTube頻道